# Fullsta
Fullsta är ett naturreservat i Avesta kommun i Dalarnas län.
Området är naturskyddat sedan 1984 och är 57 hektar stort. Reservatet ligger vid norra stranden av Bysjön/Dalälven. Det består av öppna strandängar, björk- och enebackarna samt av skogsbrynen med gamla ekar. 